# Velkopekárna Ústředního konsumního družstva na Pražském Předměstí
Velkopekárna Ústředního konsumního družstva na Pražském Předměstí – pekárenský areál, který vznikl v letech 1921-1923 a jen v málo změněné podobě existuje dosud, i když jeho funkce je dnes již jiná.

## Historie
Dvoupatrová velkopekárna Ústředního konsumního družstva pro Hradec Králové a okolí, jež nesla čp. 283, byla postavena v letech 1921–1923 nákladem 1 400 000 Kč. Vznikla na uzlu ulic Hořické, Chelčického a Nádražní a hned od počátku se dala brát za skutečnou továrnu, neboť k ní náležely budovy skladištní a dům s kancelářemi.
V přízemí pekárny byly dílny, pece a výpravna hotového zboží. Na svou dobu velmi moderní vybavení. Pekařské stroje byly na elektrický pohon. Mísící stroje na 5 centů těsta připravovaly těsto dílnám k dalšímu zpracování. Hotový chléb se sázel do čtyř dvojitých pecí trubkového systému s výtažnými sázecími plochami. Na jednu pečicí plochu se vsadilo 50 tříkilových bochníků. Sázecí pec na pečivo měla kapacitu 500 kusů pečiva. Při dvousměnném provozu se upeklo 2333 bochníků a 30 000 kusů pečiva. Vše rozvážela vlastní auta a v pekárně pracovalo kolem 18 lidí. Valné hromady družstva i schůze jeho vedení se vždy pořádaly v místnostech domu v Hořické ulici čp. 283.

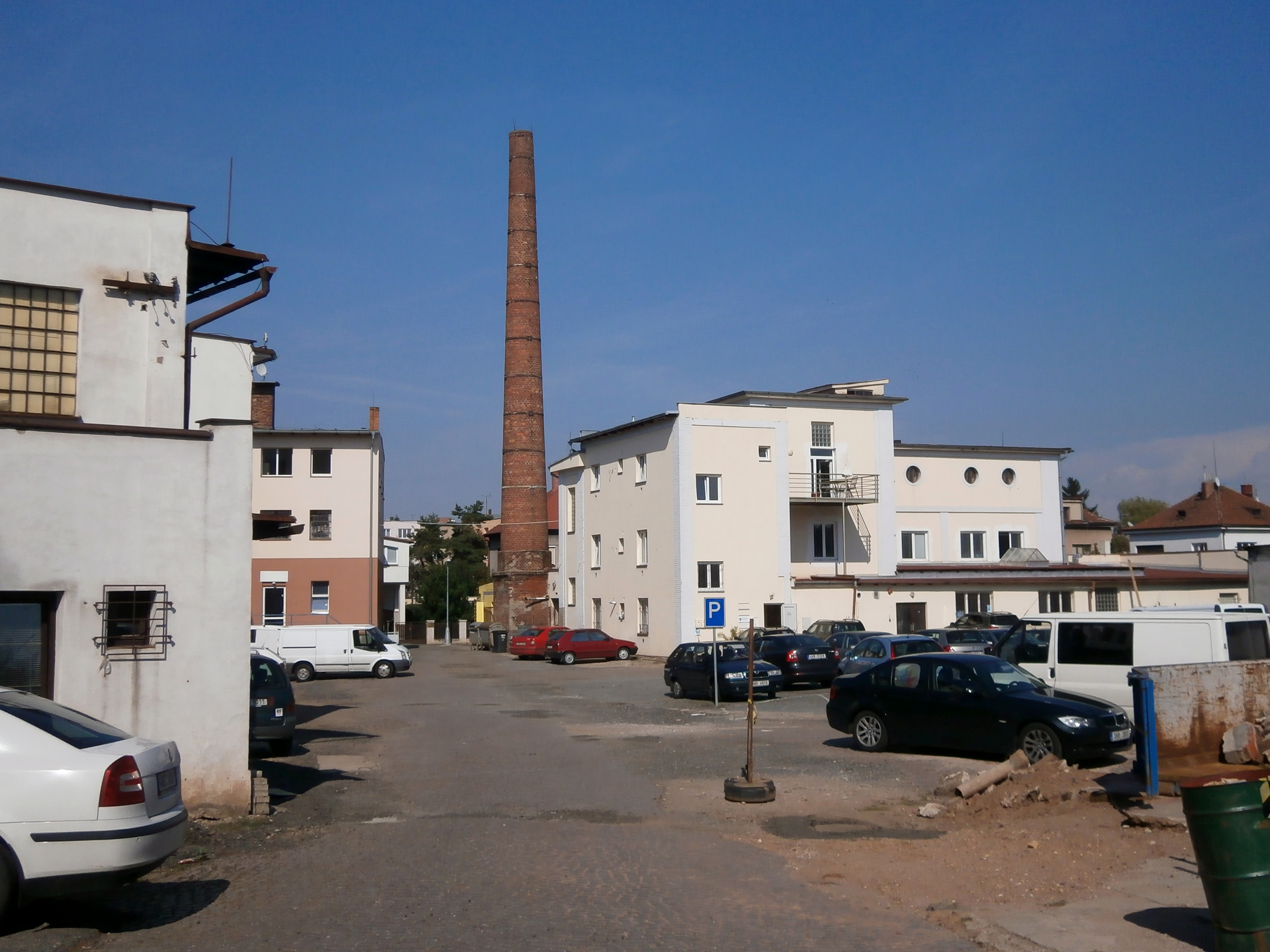
Vnitřní část velkopekárny

Pekárenský provoz byl častým cílem různých návštěv a exkurzí. 1. května 1923 navštívil pekárnu dokonce ministr obchodu Ing. Ladislav Novák. Propagace pekárny se objevila i na družstevním dni v Hradci Králové, konaném 12. července 1925. Zde jel alegorický vůz přeměněný v družstevní továrnu. Vysoký komín, celé auto zakryto cihlami, pak topič a 4 pekaři za vozem. Na automobilu bylo mj. napsáno, že pekárna ústředního konsumního družstva vyrobila za rok 1922–1924 2 405 628 kg chleba.
Později byl tento provoz nazýván jako Východočeská lidová pekárna, cukrárna a pernikárna, zapsané společenstvo s ručením obmezeným v Hradci Králové, která dodávala své výrobky nejen více než 30 prodejnám ÚKD, ale také soukromým obchodům a některým veřejným zařízením. Účastnila se též II. Orientačního trhu obchodu, živností a průmyslu v Hradci Králové pod protektorátem městské rady královéhradecké (3.–17. června 1934) a dalších soutěží i přehlídek, aby ukázala že družstevní provoz se svojí kvalitou i cenou vyrovná tomu soukromému. Od roku 1941 tak dodávala pečivo i do královéhradecké okresní nemocnice.
Objekt pekárny se dostal i do černých kronik, protože 20. prosince 1937 se pokusil na vodorovné střeše pekárny ukrýt jeden z prchajících kasařů, kteří měli na svědomí několik nedobytných pokladen. Tam ho však dohonil a zadržel četnický strážmistr Prokeš.
Samotné družstvo zaniklo v roce 1948 v souvislosti se společenskými změnami, ale jeho provoz fungoval ještě roku 1954 a nesl číslo 2110. To znamená, že do otevření nového provozu na Slezském Předměstí v roce 1966 se zde stále vyrábělo pečivo.